# Милан Матулович
Милан Матулович (серб. Милан Матуловић; нар. 10 червня 1935, Белград — 9 жовтня 2013, там само) — сербський шахіст, гросмейстер від 1965 року.

## Шахова кар'єра
У 1960-х — на початку 1970-х років належав до когорти провідних югославських шахістів. Двічі, в 1965 і 1967 роках, вигравав чемпіонат Югославії. П'ять разів (у 1964—1972 роках) представляв кольори своєї країни на шахових олімпіадах, завоювавши 7 медалей: 3 в особистому заліку (золоту 1964 року-за результат на 6-й шахівниці і 2 срібні, у 1966 і 1970 роках) і 4 командні (2 срібні — у 1964, 1968 роках та 2 бронзові — 1970, 1972). Також є триразовим срібним призером командного чемпіонату Європи (1961, 1965, 1973).
Двічі (у 1963 і 1965 роках) посів 3-тє місце на меморіалах Акіби Рубінштейн у Поляниці-Здруй. 1967 року взяв участь у міжзональному турнірі в Сусі, посівши 9-те місце (лише пів-очка йому не вистачило участі в дограванні за одну путівку на матчі претендентів. На рубежі 1967 і 1968 років переміг у Реджо-Емілії. 1969 рік став найкращим в його кар'єрі, переміг на турнірах, які відбулися в Белграді, Скоп'є та Афінах. Рік по тому представляв збірну решти світу в матчі століття проти СРСР. У цій зустрічі поступився на 8-й шахівниці Михайлові Ботвиннику з рахунком 1½ — 2½. У 1971 році досягнув ще одного успіху, поділивши 1-ше місце на турнірі Босна в Сараєво.
Найвищий рейтинг Ело в кар'єрі мав станом на 1 липня 1971 року, досягнувши 2530 очок ділив тоді 47-53-те місце в світовому рейтинг-листі ФІДЕ, одночасно ділячи 3-4-те місце серед югославських шахістів.. За даними ретроспективної системи Chessmetrics, максимальну силу гри показував у січні 1968 року, займаючи тоді 19-те місце у світі.

## Зміни рейтингу
| На цьому місці має відображатися графік чи діаграма, однак з технічних причин його відображення наразі вимкнено. Будь ласка, не видаляйте код, який викликає це повідомлення. Розробники вже працюють для того, щоби відновити штатне функціонування цього графіка або діаграми. | |
| | На цьому місці має відображатися графік чи діаграма, однак з технічних причин його відображення наразі вимкнено. Будь ласка, не видаляйте код, який викликає це повідомлення. Розробники вже працюють для того, щоби відновити штатне функціонування цього графіка або діаграми. |